# 埃伦·怀特
埃伦·怀特，MBE（英語：Ellen White，1989年5月9日—），已退役的英国女子足球运动员。她曾代表英格兰参加2011年、2015年和2019年国际足联女子世界杯。她也曾参加2012年和2020年夏季奥林匹克运动会。